# Opopaea berlandi
Opopaea berlandi là một loài nhện trong họ Oonopidae.
Loài này thuộc chi Opopaea. Opopaea berlandi được miêu tả năm 1922 bởi Eugène Simon & Fage.